# Иништиг

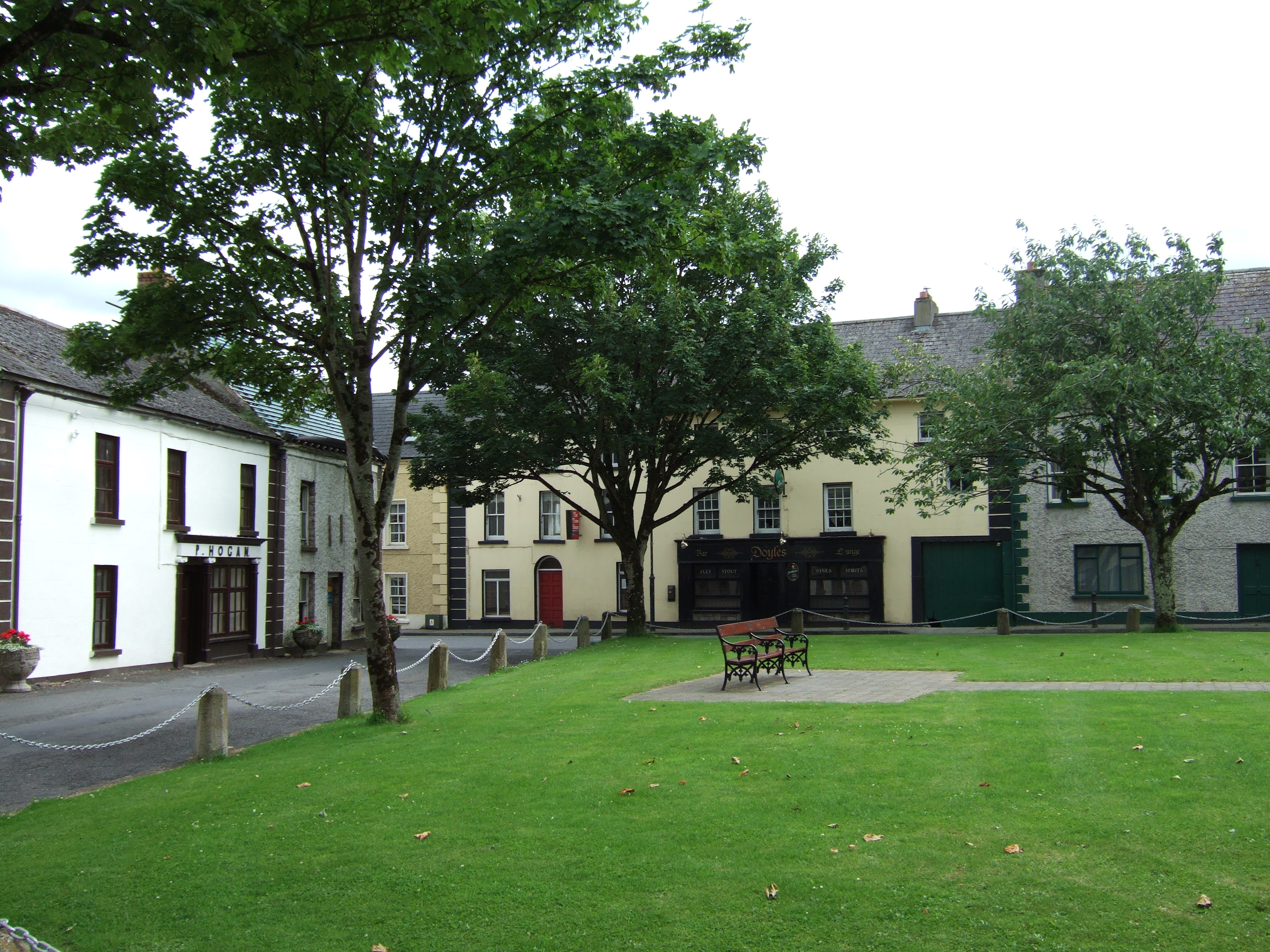

Иништиг (англ. Inistioge [ɪnɪʃˈtiːɡ]; ирл. Inis Tíog) — деревня в Ирландии, находится в графстве Килкенни (провинция Ленстер).
В деревне служила сценой для съёмок различных фильмов, самые известные из которых — Вдовья гора и Круг друзей.
Ранее Иништиг был районом, от которого в Палату общин отправлялось два человека.

## Демография
Население — 263 человека (по переписи 2006 года). В 2002 году население составляло 266 человек.
Данные переписи 2006 года:
| Общие демографические показатели |               |                               |                               |      |      |
| Всё население                    | Всё население | Изменения населения 2002—2006 | Изменения населения 2002—2006 | 2006 | 2006 |
| 2002                             | 2006          | чел.                          | %                             | муж. | жен. |
| 266                              | 263           | −3                            | −1,1                          | 134  | 129  |